# Stag (minissérie)
Stag foi uma minissérie britânica de televisão de humor negro criada por Jim Field Smith e George Kay. Estrelada por Jim Howick, Stephen Campbell Moore, Johan Philip Asbæk, JJ Feild, Rufus Jones, Amit Shah, Reece Shearsmith e Tim Key. A minissérie composta de três episódios foi dirigida por Jim Field Smith a partir dos próprios roteiros co-escritos com George Kay, que foi originalmente transmitida no Reino Unido pela BBC Two em 27 de fevereiro de 2016.

## Enredo
Oito homens partem em uma viagem de caça nas Terras Altas da Escócia para realizar uma comemoração de despedida de solteiro para "Johnners". Ian, o irmão da noiva, resolve participar da festa de última hora após outra pessoa desistir. Sendo menos um macho alfa do que os outros, ele é imediatamente chamado de ridículo, mas permanece com o grupo porque prometeu a sua irmã que cuidará de seu noivo. Depois de insultar o guarda-caça que "Ledge" contratou para levá-los a caça na floresta, o velho abandona o grupo, deixando-os para se defenderem. Após a instalação do acampamento, uma figura misteriosa começa a matá-los um a um. O grupo logo se encontra correndo por suas vidas, tudo enquanto especula quem poderia ser o assassino.

## Elenco
A seguir, o elenco da minissérie:
- Jim Howick como Ian
- Stephen Campbell Moore como Johnners
- JJ Feild como Ledge
- Rufus Jones como Cosmo
- Amit Shah como Mex
- Johan Philip Asbæk como Neils
- Reece Shearsmith como Wendy
- Tim Key como Aitken
- Christiaan Van Vuuren como Christoph
- James Cosmo como The Gamekeeper
- Sharon Rooney como Brodie
- Tom Davis como Chef
- Amanda Abbington como Fran
- Ruta Gedmintas como Sophie